# Sean Sellers
Sean Richard Sellers (18 de maig de 1969 – 4 de febrer de 1999) va ser un assassí estatunidenc, una de les 22 persones als Estats Units que va ser executada per un delicte comès quan tenia menys de 18 anys, des del restabliment de la pena de mort el 1976, i l'únic que ha estat executat per un delicte comès essent menor de 17 anys. El seu cas va cridar l'atenció mundial a causa de la seva edat, així com de la seva conversió a la presó al cristianisme i la seva afirmació que la possessió demoníaca el va fer innocent dels seus crims.

## Crims
El 5 de març de 1986, Sellers va matar la seva mare i el seu padrastre, Vonda i Lee Bellofatto, mentre dormien al dormitori de la seva casa d'Oklahoma City. Portant només roba interior per limitar les esquitxades de sang, primer va disparar al seu padrastre. El tret va despertar la seva mare, a qui va disparar a la cara. Sellers va intentar dissimular la seva culpabilitat fent que l'escena del crim semblés com si un intrús hagués comès els assassinats.
Sellers també va confessar més tard l'assassinat de Robert Paul Bower el 1985, un dependent de la botiga Circle K de trenta-dos anys que s'havia negat a vendre-li cervesa.

## Declaració de satanisme al judici
En el seu judici, Sellers va dir que era un satanista practicant en el moment dels assassinats i va afirmar que la possessió demoníaca (del dimoni "Ezurate") el va fer assassinar les seves víctimes. En documents posteriors, va afirmar haver llegit La Bíblia satànica d'Anton Lavey "centenars de vegades" entre els 15 i els 16 anys, quan es van cometre els crims, i en una carta de "Confessió" escrita des de la presó, va reflexionar en aquest període de la seva vida: "Em vaig implicar molt en el satanisme. Realment vaig pensar que era una manera honesta de viure, i els seus rituals em permetrien controlar la meva vida."
Els seus advocats també van argumentar que Sellers era addicte al joc Dungeons & Dragons, tot i que Sellers escriuria més tard que el joc no tenia cap part en els seus crims i que "utilitzar el meu passat com a exemple comú dels efectes del joc és irracional o fanàtic".
El jurat es va negar a considerar qualsevol de les reclamacions, i Sellers va ser declarat culpable d'homicidis múltiples i condemnat a mort el 1986. Aleshores, la llei d'Oklahoma no donava als jurats l'opció de condemnar a cadena perpètua sense possibilitat de llibertat condicional (aquesta opció va estar disponible el 1987). Un membre del jurat va dir més tard que el jurat considerava que Sellers seria posat en llibertat condicional d'aquí a 7 a 15 anys, i que aquesta pena de presó no era prou llarga. Així que el jurat va optar per la pena de mort. Altres jurats van negar que això fos part de les deliberacions.

## Conversió religiosa al cristianisme
Sellers es va convertir en cristià mentre estava a la presó. Els seus amics van crear un lloc web en nom seu i van fer campanya per l'indult basant-se en la seva conversió religiosa, edat i implicació en el satanisme. Mentre estant en el corredor de la mort, Sellers va fer nombroses aparicions als mitjans de comunicació, apareixent a The Oprah Winfrey Show i en un notori segment del programa de Geraldo Rivera sobre el satanisme. Va aparèixer en documentals sobre satanisme i assassins en sèrie per a 48 Hours, MSNBC, WNS NEWS i A&amp;E Network. Sellers es van casar a la presó el 14 de febrer de 1995, però el matrimoni va ser anul·lat el 1997.
Els germanastres de Sellers dubtaven que la seva conversió al cristianisme fos sincera. Dels molts membres de la seva família supervivents, només el seu padrastre creia que la seva conversió havia estat genuïna. Tanmateix, el capellà de la presó creia que s'havia convertit realment.

## Atractius i execució
Durant la seva apel·lació de 1999 al Tribunal d'Apel·lacions del 10è Circuit dels EUA, Sellers va afirmar que tenia un trastorn de personalitat múltiple (ara un trastorn dissociatiu d'identitat). El tribunal d'apel·lació va dictaminar que hi havia "evidències no controvertides" de la conversió religiosa de Sellers i que podia patir un trastorn de personalitat múltiple. El panell de jutges va concloure que, tot i que Sellers podria haver estat boig en el moment dels seus crims, la reclamació es va fer massa tard per ser plantejada en apel·lació. Human Rights Watch va condemnar aquesta decisió de "[mantenir] la sentència per motius de procediment estrets" malgrat les "evidències clíniques no contestades" reconegudes que "Sellers pateix un trastorn de personalitat múltiple", i va afegir en la seva carta al governador Keating que "cap societat civilitzada pot acceptar l'execució d'una persona que era un nen en el moment en què va cometre els seus crims i que estava -i continua- pateix un trastorn mental. Aquesta execució ofèn els principis més bàsics de la justícia i la moral internacionals." En la seva carta de 1999, HR Watch també va observar que des de 1990, els únics països coneguts que havien executat delinqüents menors a més dels Estats Units d'Amèrica eren Bangladesh, Iran, Iraq, Nigèria, Pakistan, Aràbia Saudita, Sudan i Iemen.
Els experts psiquiàtrics es van burlar de l'afirmació de Sellers, argumentant que qualsevol veritable malaltia mental hauria estat diagnosticada poc després de l'arrest de Sellers i no set anys després. Els funcionaris de la presó també van posar en dubte la malaltia mental de Sellers dient que van veure Sellers assajant les proves de malaltia mental i rebent entrenament dels seus advocats.
Sellers va fer la mateixa demanda de bogeria a la seva junta de clemència, però la junta es va negar a considerar el problema. La junta semblava estar influenciada per les declaracions dels funcionaris de la presó, el llarg retard en el diagnòstic de la malaltia i les declaracions del còmplice de Sellers que no havia vist cap evidència de personalitat múltiple. "L'únic que el preocupava era ser atrapat", va escriure Richard Howard.
Sellers va apel·lar al Tribunal Suprem dels EUA, però el tribunal va rebutjar la seva apel·lació.
Dos dies abans de la seva execució, Sellers va presentar dos recursos més. La primera apel·lació, presentada al tribunal de districte federal, va acusar la Junta Estatal d'Indults i Condicions Condicionals de violar els seus drets civils. Sellers va argumentar que les decisions de la junta d'indult no eren imparcials i, en canvi, eren capritxoses. L'apel·lació va ser denegada, ja que la qüestió va ser considerada i rebutjada pels tribunals estatals nombroses vegades (i recentment també). Una segona apel·lació, presentada al Tribunal d'Apel·lació Penal de l'estat, va afirmar que el tribunal d'apel·lació estatal va cometre un error en decidir que Sellers havia renunciat a la seva reclamació per bogeria en el judici. El tribunal d'apel·lació de l'estat va admetre que va utilitzar una justificació legal incorrecta per decidir la renúncia de Sellers a la malaltia mental, però, tanmateix, va rebutjar l'apel·lació de Sellers després de reconsiderar el cas sobre els fons plantejats per l'equip de defensa de Sellers.
L'execució imminent de Sellers va provocar la condemna d'una gran diversitat d'organitzacions, com ara la Unió Europea, l'arquebisbe Desmond Tutu, l'American Bar Association i Bianca Jagger. Gairebé tots van plantejar qüestions sobre la seva edat en el moment dels crims, i molts van argumentar que la seva tasca religiosa des de la presó superava la necessitat de l'estat d'executar-lo.
Sellers va ser executat per injecció letal el 4 de febrer de 1999 a la penitenciaria estatal d'Oklahoma a McAlester, Oklahoma a les 12:17 a.m., cinc minuts després que l'injectessin les drogues letals. Per al seu últim àpat, va tenir menjar xinès: eggrolls, gambes agredolces i gambes fregides arrebossades. Va començar la seva declaració final dirigint-se als seus germanastres:
| « | (anglès) All the people that are hating me right now and are here waiting to see me die, when you wake up in the morning, you're not going to feel any different. You're going to hate me just as much tomorrow as tonight. When you wake up and nothing has changed inside, reach out to God and He will be there for you. Reach out to God and He will heal you. Let Him touch your hearts. Don't hate all your lives. I love you all. | (català) Tota la gent que m'odia ara mateix i està aquí esperant veure'm morir, quan et despertes al matí, no et sentiràs diferent. M'odiares tant demà com aquesta nit. Quan et despertis i res no hagi canviat per dins, apropa't a Déu i ell estarà allà per tu. Apropa't a Déu i ell et curarà. Deixeu-lo tocar els vostres cors. No odies tota la vida. Us estimo a tots. | » |
| — | | |   |

En els últims minuts abans de la injecció, Sellers va cantar música cristiana moderna i després va dir en veu alta: "Aquí vinc, pare; torno a casa". Aleshores es va girar cap al director: "Fem-ho, Gary. Seguirem endavant". Sellers finalment va cantar les seves últimes paraules: "Allibera el meu esperit per poder lloar-te. Allibera el meu esperit per poder adorar-te".
Els germans de Sellers es van oposar a la substància de les seves observacions finals, que en lloc de disculpar-se o esmentar la seva mare, només "va abordar el fet que encara ens sentim igual. És molt presumptuós que sàpiga com ens sentiríem encara”, va dir la seva germanastra.

## Conseqüències
Sellers va ser la primera i segueix sent l'única persona executada als Estats Units per un delicte comès sent menor de disset anys des del restabliment de la pena de mort el 1976. La sentència del Tribunal Suprem dels Estats Units a Roper v. Simmons, 542 U.S. 551 (2005) va decidir més tard que era inconstitucional executar un individu per un delicte comès amb menys de divuit anys.
Mentre estava a la presó, Sellers va escriure un llibre d'històries d'amor i poemes titulat Shuladore. El llibre va ser autopublicat i venut a través del seu lloc web. Segons la llei d'Oklahoma, un acusat no pot "rebre cap benefici de cap font" com a resultat directe o indirecte del seu delicte. Un gran jurat d'Oklahoma va investigar si Sellers o els seus amics van rebre beneficis de la venda del llibre, però no es va presentar cap acusació. Un editor de llibres cristià va publicar l'autobiografia de Sellers, Web of Darkness, el 1990.